# Hexatoma (Eriocera) maldonadoi
Hexatoma (Eriocera) maldonadoi is een tweevleugelige uit de familie steltmuggen (Limoniidae). De soort komt voor in het Neotropisch gebied.